# Аплаев, Пётр Николаевич
Пётр Николаевич Аплаев (1 сентября 1912, с. Юва, Красноуфимский уезд, Пермская губерния, Российская империя — 6 августа 1982, там же) — бригадир тракторной бригады Манчажской МТС Артинского района Свердловской области. Герой Социалистического Труда (1950). Депутат Верховного Совета РСФСР 1-го и 2-го созывов. Депутат Верховного Совета СССР 3-го созыва.

## Биография
Родился 1 сентября 1912 года в марийской крестьянской семье в селе Юва (сегодня — Красноуфимский район Свердловской области).
В 1932 году окончил курсы трактористов при Манчажской МТС.
В 30-е годы XX столетия принимал активное участие в общественной жизни Свердловской области. В 1936 году участвовал на VIII Чрезвычайном съезде Советов, принявшего Конституцию СССР. Неоднократно избирался депутатом Верховного Совета РСФСР (1938—1947;1947—1951).
В 1937 году был назначен бригадиром тракторной бригады. В этом же году бригада Петра Аплаева добилась высоких показателей при обработке пахотной земли, вспахав на один трактор 2267 гектаров и заняв по результатам второе место в СССР. В 1939 году участвовал в первой Всесоюзной выставке ВДНХ в Москве. Во время Великой Отечественной войны бригада Петра Аплаева собрала два миллиона рублей для покупки танка и самолёта. Пётр Аплаев лично сдал в фонд 300 пудов зерна, за что получил благодарственное письмо от Иосифа Сталина.
В 1949 году бригада Петра Аплаева собрала в среднем по 22,33 центнера зерновых с каждого гектара на участке площадью 150 гектаров. Указом Президиума Верховного Совета СССР от 30 мая 1950 года за получение высоких урожаев пшеницы при выполнении колхозами обязательных поставок и контрактации по всем видам сельскохозяйственной продукции, натуроплаты за работу МТС в 1949 году и обеспеченности семенами всех культур в размере полной потребности для весеннего сева 1950 года удостоен звания Героя Социалистического Труда с вручением ордена Ленина и золотой медали «Серп и Молот».
В 1951 году избирался депутатом Верховного Совета СССР 3-го созыва от Красноуфимского избирательного округа № 284 на внеочередных выборах в Совет Союза.
С 1964 по 1971 года — председатель Ювинского сельсовета.
Вышел на пенсию в 1971 году. Проживал в родном селе, где скончался 6 августа 1982 года. Похоронен в родном селе.
Сочинения
- За 1000 гектаров на 15-сильный трактор [Текст] /[Свердловск]: «Уральский рабочий», 1946. — 21 с.

## Награды
- Герой Социалистического Труда — указом Президиума Верховного Совета СССР от 30 мая 1950 года
- Орден Ленина — дважды (08.02.1947, «за достигнутые успехи в развитии сельского хозяйства в 1946 году, выполнение государственного плана хлебозаготовок и своевременное обеспечение семенами весеннего сева»; 30.05.1950)
- Орден Трудового Красного Знамени — дважды (30.12.1935; 09.03.1948, «за получение высоких урожаев пшеницы, ржи и картофеля при выполнении колхозом обязательных поставок и натуроплаты за работу МТС в 1947 году и обеспеченности семенами зерновых культур и картофеля для весеннего сева 1948 года»)